# Богданица
 Тази статия е за селото в България.  За реката в Гърция вижте Богдана.  
Богданица е село в Южна България. То се намира в община Садово, област Пловдив. Старото име на селото е Ходжаново.

## История
Най-ранните сведения за село Богданица са от втората половина на ХV в. и се съдържат в подробния акънджийски регистър от 1472 г., в който селото е посочено под името Село Хаджъ кьой (НБКМ-Сф, ОО – ОАК 94/73, л.58а – справка на сътрудника на Ориенталския отдел към НБКМ-Сф – Стоян Шиваров. Копие от справката – в личния архив на Любомир Василев от село Кочево, Пловдивско). Цялото население на Богданица, описано в дефтера от 1472 г., е само турско и мюсюлманско. Това от своя страна, предполага становището, че и то, подобно на други пловдивски села, е било образувано от турски заселници, настанили се в района в периода 1365 – 1390 г., по времето на султаните Мурад I (1362 – 1389) и Баязид I (1389 – 1402).
В землището на селото има разкрито праисторическо селище.
От района на селското землище произхождат и 3 единични находки на следните монети, чието разпределение е следното: Парион, драхма, архаичен тип (480 – 450 г. пр.н.е.), сребро – 1; Македония, Филип II Македонски (359 – 336 г. пр.н.е.), бронз, дребен номинал – 1 и Римска империя, на град Топир – Каракала (211 – 217), бронз, дребен номинал – 1. Общ брой: 3 (личен архив на Любомир Василев).

## Редовни събития
Ежегоден събор в селото се провежда на 2 май.